# Svarttjärnen (Myssjö socken, Jämtland)
Svarttjärnen är en sjö i Bergs kommun i Jämtland och ingår i Indalsälvens huvudavrinningsområde. Sjön har en area på 0,0727 kvadratkilometer och ligger 592,9 meter över havet. Svarttjärnen ligger i Brötarna Natura 2000-område.

## Delavrinningsområde
Svarttjärnen ingår i det delavrinningsområde (697190-141629) som SMHI kallar för Mynnar i Hovermoån. Medelhöjden är 554 meter över havet och ytan är 33,96 kvadratkilometer. Det finns inga avrinningsområden uppströms utan avrinningsområdet är högsta punkten. Hemmingsån som avvattnar avrinningsområdet har biflödesordning 3, vilket innebär att vattnet flödar genom totalt 3 vattendrag innan det når havet efter 292 kilometer. Avrinningsområdet består mestadels av skog (41 procent) och sankmarker (58 procent). Avrinningsområdet har 0,07 kvadratkilometer vattenytor vilket ger det en sjöprocent på 0,2 procent.